# Devin Finzer
Ne doit pas être confondu avec Finder.
Devin Finzer, né en 1990, est un entrepreneur américain. 
Il est le cofondateur et le directeur général d'OpenSea, une place de marché pour les jetons non fongibles. 
En janvier 2022, Forbes estime que les parts d'OpenSea détenues par Finzer et son cofondateur Alex Atallah valaient 2,2 milliards de dollars chacun, faisant d'eux les deux premiers milliardaires de jetons non fongibles.

## Biographie

### Enfance et éducation
Devin Finzer naît en 1990; sa mère est médecin tandis que son père travaille comme ingénieur logiciel, Finzer grandit dans la région de la baie de San Francisco et fréquente le lycée Miramonte à Orinda, en Californie,.
Finzer s'inscrit à l'Université Brown, où il obtient une licence en informatique et en mathématiques en 2013. Au cours de sa première année à Brown, Finzer travaille avec le futur fondateur de Figma, Dylan Field, pour créer CourseKick, un moteur de recherche à orientation sociale pour l'inscription aux cours universitaires. Deux semaines seulement après le lancement du site, 20 % des étudiants de premier cycle s'étaient inscrits. Pendant qu'il est à Brown, Finzer fait des stages à la Wikimedia Foundation, à Google Cloud Platform et à Flipboard. Après avoir obtenu son diplôme, il accepte un emploi d'ingénieur logiciel chez Pinterest à San Francisco,.

### Carrière
Finzer cofonde deux start-ups technologiques, dont Claimdog, une application de finances personnelles acquise par Credit Karma pour un montant non divulgué. Chez Credit Karma, Finzer s'intéresse à la technologie blockchain. Avec Alex Atallah, Finzer développe et présente WifiCoin, qui offrirait des jetons en échange du partage de l'accès à un routeur sans fil. Le duo présente le concept à Y Combinator et est accepté. Inspirés par la sortie de CryptoKitties, ils se tournent vers le marché des jetons non fongibles et fondent OpenSea en décembre 2017.
Après un tour de pré-amorçage en 2018 par Y Combinator, OpenSea leve 2,1 millions de dollars en capital-risque en novembre 2019. En mars 2021, la société leve 23 millions de dollars en capital-risque; quatre mois plus tard, la société annonce un autre tour d'investissement de 100 millions de dollars, faisant d'elle une licorne. En janvier 2022, OpenSea leve 300 millions de dollars dans un nouveau financement de série C, propulsant la valorisation de la société à 13,3 milliards de dollars.
En juillet 2021, Finzer est classé 19e sur la liste Forbes "NFTy 50" des personnes les plus influentes sur la scène des jetons non fongibles.